# 효령대군 이보 묘역
효령대군 이보 묘역(孝寧大君 李補 墓域)은 서울특별시 서초구 방배동에 있는 조선 태종의 둘째 아들이자 세종의 형인 효령대군(孝寧大君) 보(補)의 사당과 묘소이다. 사단법인 청권사에서 관리하고 있다.
묘역 18,736평에 사당 건평 12평을 비롯한 2동의 건물과 묘 1기를 포함해 1972년 8월 30일 서울특별시 유형문화재 제12호로 지정되었다.

## 전해오는 이야기
청권(淸權)이란 중국 주(周)나라 때 태왕(太王)이 맏아들 태백과 둘째아들 우중을 건너뛰어 셋째아들 계력에게 왕위를 물려할 때 태백과 우중 두 형제는 부왕의 뜻을 헤아려 삭발하고 은거하며 왕위를 사양했다.
훗날 공자(孔子)가 태백은 지덕, 우중은 청권이라고 칭송하였다. 이러한 고사를 바탕으로 효령대군을 모시는 사당을 청권사(淸權祠), 양녕대군을 모시는 사당을 지덕사(至德祠)라 하였다.
《청권집유》(淸權輯遺)은 조선 후기의 문신 이돈영(李敦榮)이 효령대군(孝寧大君)의 사적(事蹟)을 모아 기록한 책이고 《청건사소》(請建祠疏)는 청권사(淸權祠)를 지어 대군의 위패를 봉향하도록 허락해줄 것을 요청하는 글이다. 《연설》(筵說)은 경연(經筵)에서 강의 도중 청권사의 건설을 건의한 내용이다.
《청권집유》에는 상하로 나누어 대군제영시(大君題詠詩) 2수를 비롯하여 자설(字說)·원파기(源派記) 등 잡문 49편이 수록되어 있다. 그중 《원파기》는 전주이씨(全州李氏)의 계보를 기록한 것으로, 전주이씨의 시조는 신라시대의 사공(司空) 한(翰)이라고 말한 뒤 자기들의 중조(中祖)는 효령대군으로 삼는다고 하였다.

## 교통
지하철 2호선에서 방배역 4번출구로 나오면 50미터 거리에 있다.

## 참고 자료
- 효령대군 이보 묘역 - 국가유산청 국가유산포털